# Leucanopsis falacra
Leucanopsis falacra là một loài bướm đêm thuộc phân họ Arctiinae, họ Erebidae.